# Route 239 (Nouvelle-Écosse)
Pour les articles homonymes, voir Route 239.
La route 239, aussi nommée Point Edward Rd. et Westmount Rd., est une route secondaire de la Nouvelle-Écosse d'orientation ouest-est principalement située dans le nord-est de la province, au sud-ouest de Sydney. Elle est une route moyennement empruntée, puisqu'elle relie la route 305 à la ville de Westmount. De plus, elle traverse une région urbaine, mesure 14 kilomètres, et est une route asphaltée sur l'entièreté de son tracé.

## Tracé
La 239 débute à Balls Creek, sur la route 305, tout près de la sortie 4 de la route 125. Elle commence par rejoindre Point Edward, puis elle suit la rive sud de la baie de Sydney, traversant Westmount. Elle se termine à nouveau sur la route 305, tout près de Sydney River.

## Intersections principales
| Route 239            |                |    |                                               |                           |
| Comté                | Location       | km | Intersection/Destinations                     | Notes                     |
| Comté de Cape Breton | North West Arm | 0  | R-305, North Sydney, Baddeck                  | extrémité ouest de la 239 |
| Comté de Cape Breton | Sydney River   | 14 | R-305, Sydney River centre, Sydney, Glace Bay | extrémité est de la 239   |

## Communautés traversées
1. North West Arm
2. Point Edward
3. Edwardsville
4. Westmount